# Argáka
Argáka (grec moderne : Αργάκα) est un village chypriote situé dans le district de Paphos et comptant plus de 1 078 habitants.